# ملا مصطفی بیسارانی

آرامگاه ملا مصطفی بیسارانی، در نزدیکی روستای محمودآباد شهرستان سروآباد در غرب ایران.

ملا مصطفی بیسارانی (زادهٔ سال ٩٥٠ ه-ق در روستای بیساران - درگذشتهٔ قبل از ١٠٥٠ قمری) از شاعران هورامی‌زبان منطقه سروآباد در روژهلات کردستان است .
ملا مصطفی بیسارانی فرزند ملا قطب الدین بیسارانی در روستای بیساران از روستاهای ژاورود کردستان در جنوب غربی سنندج، دیده به جهان گشود. وی تحصیلات خود را ابتدا در بیساران آغاز کرد و سپس در سایر روستاهای ژاورود و اورامان از جمله نودشه و پایگلان ادامه داد و در شهر سنندج به پایان رساند. وی پیشگام سبک شعر رمانتیک بوده حتی بیش از یک قرن قبل از ویکتور هوگو دانسته‌اند . وی شاعری شوریده و هجران کشیده‌ای بود که غزلیاتش دلنشین و ترانه‌های شورانگیزش شهره عام و خاص است.وی به دلیل علاقه خاصی که به زادگاهش داشته تخلص بیسارانی را برای خود برگزیده است. در اشعار وی درد مشترک بشریت موج میزند . وی با ادبیات کهن ایران زمین آشنای تام داشته و اشعار حافظ و عمر خیام در اشعار دارای بازتاب های واضح ومبرهن است. هیچ دلیلی دال بر ملا بودن و آخوند بودن وی در دست رس نیست . اما از اشعارش پیداست که دغدغه مناسبات اجتماعی داشته و همچنین منتقد متشرعین و حاکمیت وقت بوده‌است . آقای عادل محمد پور منتقد محقق و نویسنده معاصر کرد از دیوان ماموستا بیسارانی به عنوان مانیفیست شعر و ادبیات کردی یاد می‌کند. آقای محمد رحیم غلامویسی نویسنده و پژوهشگر معاصر و مدیر مسئول نشریه علمی و ادبی ژیوار ماموستا بیسارانی را پیشرو و پیشگام شعر نو کردستان زمین میداند چرا که پیش از نیما وسایر نوپردازان شعر نو قالب غروض و قافیه را در هم ریخته است .
اشعار شاعر بزرگ و نامی هورامی زبان  "ملا مصطفی بیسارانی "
دیوان بیسارانی شامل غزلیات و قصاید و قطعات عرفانی است و او در برخی از اشعارش عشق و الوهیت را در قالب می و باده نشان می‌دهد و طبیعت را نیز ماهرانه توصیف کرده‌ است و شعر او به حدی ساده و روان است که همه آن را می فهمند و نیازی به شرح و تفسیر ندارد و این از خصایص شعر رمانتیک است. بدین گونه بیسارانی شاعر طبیعت و شاعر عشق و زندگی هم هست و اشعار او نغمه ای است نا تمام که خواننده در مطالعه آن خود را با کودکی می بیند که از سر عشق این نغمه را می خواند.
پس از آن بقیه عمر خود را احتمالا صرف کارهای کشاورزی، دامداری، تدریس، آموزش، وعظ و شعر و ادبیات کرد.